# ۹۵۸ (میلادی)

## رویدادها
- ۲۳ فوریه: زمین‌لرزه ری – طالقان. در اول ذیحجه ۳۴۶ زمین لرزه فاجعه باری در شمال مرکزی ایران روی داد. در این لرزه همه روستاهای منطقه ری و طالقان و بیشتر شهر ری بکلی ویران شد و تلفات سنگینی از هر دو منطقه گزارش شده است. در طالقان تنها ۳۰ تن بازماندند و در منطقه ری ۱۵۰ روستا ویران شد که یکی از روستاهای کوهستانی را زمین لغزه‌ها فرا پوشاند. ممکن است که این زمین لرزه با افت نامعمولی در تراز آب دریای خزر ارتباط داشته است.
- آوریل: زمین‌لرزه حلوان. در نیسان ۳۴۸ ق زمین لرزه‌ای حلوان، سرپل ذهاب کنونی را ویران کرد و بسیاری را در جبال کشت. لرزه، که در بغداد حس شد، و پسلرزه‌های آن، که به تناوب در سرتاسر ماه‌های نخست سال ادامه داشت، بر منابع آب زیر زمینی در زاگرس اثر گذاشت.

## زادگان
- باسیل دوم، امپراتور بیزانس